# Al-Saadi al-Gaddafi
Al-Saadi al-Gaddafi (àrab: الساعدي معمر القذافي, as-Sāʿdī Muʿammar al-Qaḏḏāfī) (Trípoli, 28 de maig de 1973) és un empresari i antic futbolista libi. És fill de l'antic líder del país Muammar al-Gaddafi.
Després de jugar al seu país natal signà pel Perugia Calcio de la lliga italiana el 2003, i més tard signà per Udinese Calcio i UC Sampdoria, però només jugà dos partits entre els tres clubs. Mentre jugà al Perugia donà positiu per dopatge.
Fou capità de la selecció de Líbia i president de la Federació Líbia de Futbol.